# Golf de Xélikhov

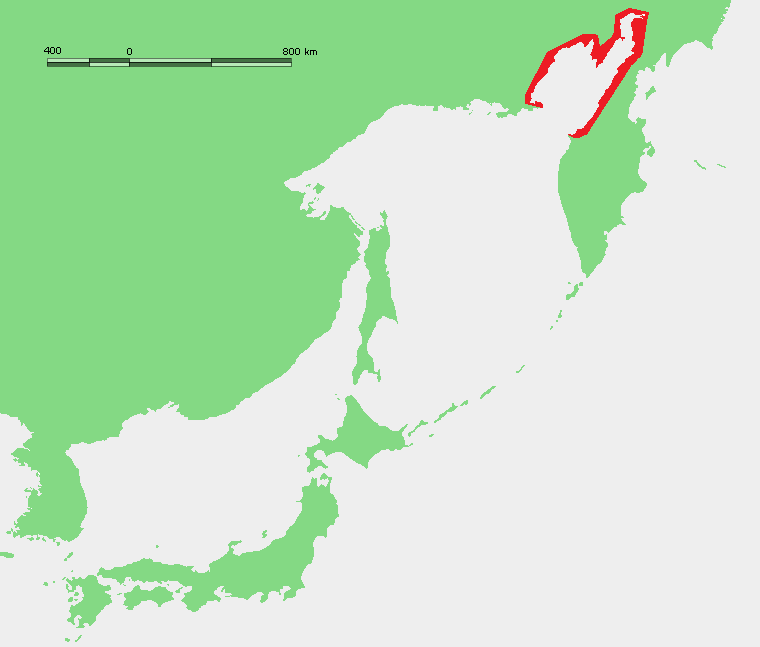
Localització del Golf de Xélikhov a la Mar d'Okhotsk.

El golf de Xélikhov (rus: залив Шелихова) és un gran golf de la costa nord-oest de Kamtxatka, Rússia. Està ubicat a la cantonada nord-est de la mar d'Okhotsk i fa dues branques la badia del Gijiga a l'oest i la badia del Pénjina a l'est. La seva cantonada sud-oest és la Península de Piaguin i les Illes Iam.
El golf rep el nom de l'explorador rus Grigori Xélikhov.
No s'ha de confondre el Golf de Xélikhov amb la més petita Badia de Xélikhov (Bukhta Xélikhova, 50.3764N, 155.62E), situada també a la Mar d'Okhotsk al litoral de l'Illa Paramuxir.

## Història
El Golf de Xélikhov va ser freqüentat pels baleners estatunidencs entre 1849 i 1867.